# Kamienie na szaniec (książka Karola Koźmińskiego)
Kamienie na szaniec – książka historyczna Karola Koźmińskiego opisująca losy 12 żołnierzy, którzy polegli w walkach o niepodległość Polski.

## Opis
Książka miała charakter pracy historycznej. Autor przedstawił życiorysy 12 bohaterów, który oddali życie w walkach o niepodległość Polski toczonych w latach 1915–1920. Wśród nich byli żołnierze różnych formacji: Legionów Polskich, formacji przy armii rosyjskiej, „Błękitnej Armii” oraz Wojska Polskiego II RP. Jak przyznał Koźmiński, jedynym kryterium doboru opisanch żołnierzy był warunek, że „żyli pięknie i zginęli za Ojczyznę”.
Opisani zostali: Stanisław Kaszubski (1880–1915), Franciszek Pększyc (1891–1915), Tadeusz Żuliński (1889–1915), Aleksander Sulkiewicz (1867–1916), Tadeusz Furgalski (1890–1916), Bolesław Mościcki (1877–1918), Bronisław Romer (1891–1918), Leopold Lis-Kula (1896–1919), Przemysław Barthel de Weydenthal (1893–1919), Mieczysław Rodzyński (1892–1920), Bogusław Szul-Skjöldkrona (1895–1920), Antoni Jabłoński (1896–1920). Do życiorysów dołączono ryciny przedstawiające portrety opisanych bohaterów.
Do czasu wydania książki K. Koźmińskiego niektóre z opracowanych przez niego życiorysów były już wcześniej opisywane w różny sposób, natomiast kilka biogramów jego autorstwa było pierwszymi sporządzonymi w ogóle (dot. B. Mościckiego,
B. Romera, M. Rodzyńskiego i A. Jabłońskiego).
Tytuł nawiązuje do fragmentu wiersza Juliusza Słowackiego pt. Testament mój, którego fragment autor zacytował na wstępie dzieła. Autor określił każdego z poległych mianem „kamienia” i wyjaśnił, że byli oni „kopcami granicznymi nowej Polski”.
Książka ukazała się w 1937 nakładem wydawnictwa Książnica-Atlas we Lwowie. Publikacja spotkała się z przychylnym odbiorem. W recenzji prasowej w dzienniku „Dzień dobry” doceniono jej „wkład ideowy, artystyczny i wychowawczy”, a także „piękny język”. Na łamach dziesięciodniówki „Wschód” podkreślono „piękny język” autora oraz uznano dzieło za wzór dla innych książek w tej tematyce. Także Józef Korpała na łamach pisma „Strzelec” pochwalił książkę, przyznając, że czyta się ją ze wzruszeniem.

## Odniesienie
Odniesienie do dzieła Karola Koźmińskiego znalazło się w książce Kamienie na szaniec autorstwa Aleksandra Kamińskiego, opowiadającej o harcerzach podczas okupacji niemieckiej w trakcie II wojny światowej. Dzieło Karola Koźmińskiego było ulubioną książką jednego z głównych jej bohaterów, Jana Bytnara ps. „Rudy”. W wieczór poprzedzający jego aresztowanie z 23 marca 1943 temat książki Koźmińskiego przewijał się w rozmowie, prowadzonej w czasie, gdy wraz ze Stanisławem Broniewskim ps. „Orsza” odprowadzał do domu swojego przyjaciela Tadeusza Zawadzkiego ps. „Zośka”.